# اسلولی
اسلولی (به انگلیسی: Sloley) یک روستا و محله مدنی در بریتانیا است که در North Norfolk واقع شده‌است. اسلولی ۳٫۰۴ کیلومتر مربع مساحت و ۲۵۷ نفر جمعیت دارد.